# Plac gen. Władysława Sikorskiego w Bytomiu
Plac gen. Władysława Sikorskiego w Bytomiu (pierwotnie Kaiserplatz, od połowy lat 30. XX wieku Braunauerplatz, w latach 50. XX wieku plac Czerwony) – plac w Śródmieściu Bytomia, założony w 2. połowie XIX wieku.

## Historia

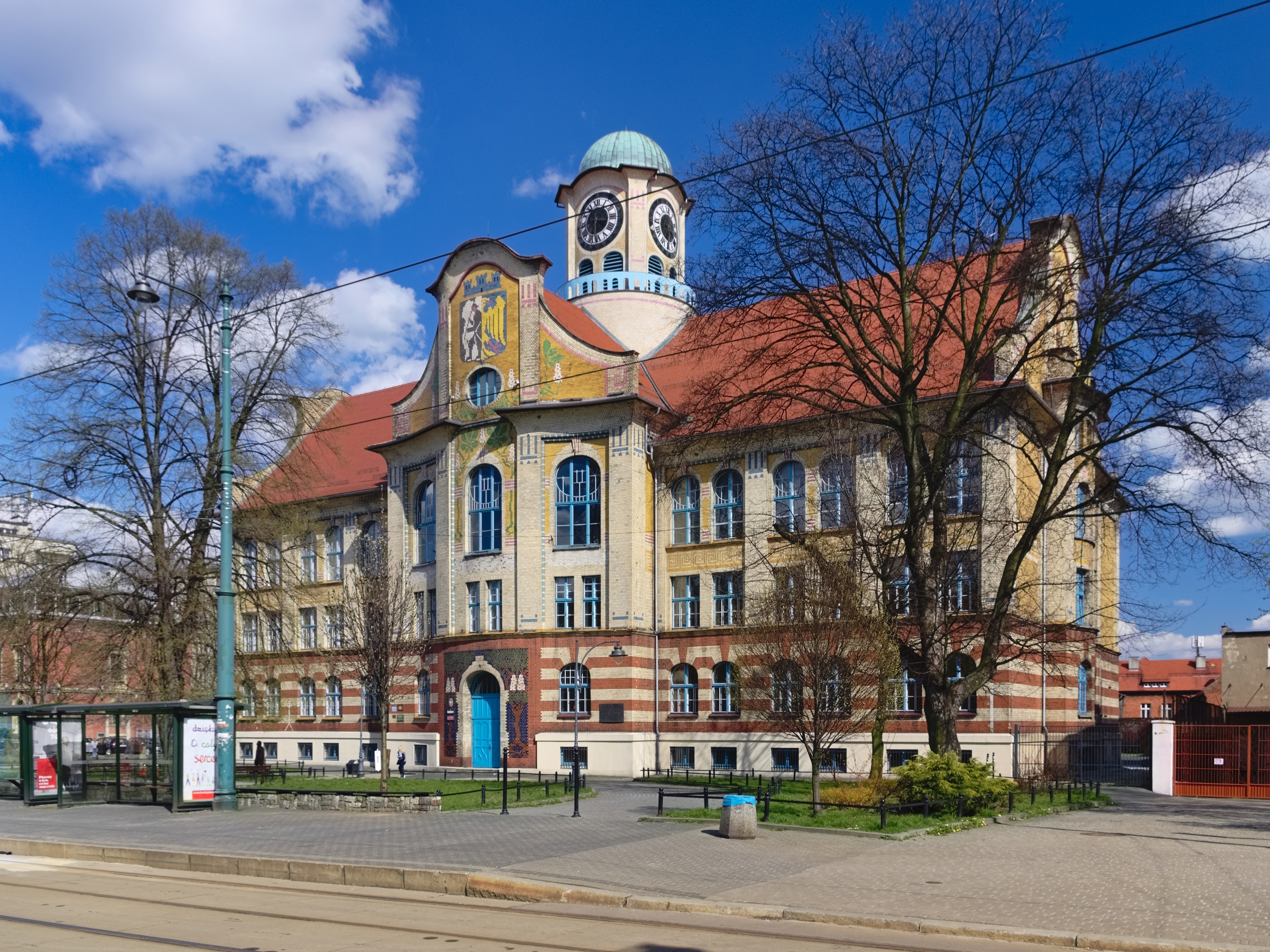
Budynek IV Liceum Ogólnokształcącego (2021)

Plac został założony w latach 70. XIX wieku, znajdował się na nim skwer. Nazwano go Kaiserplatz (pol. plac Cesarski) od sąsiadującej z nim Kaiserstrasse (obecnie ulica Piastów Bytomskich). W 1869 roku ukończono budowę gmachu gimnazjum. W 1893 roku wzniesiono budynek Banku Rzeszy. W 1901 roku obok niego wzniesiono gmach Teatru Miejskiego i Domu Koncertowego. W 1902 roku wzniesiono gmach Szkoły Realnej, a przed nią urządzono zieleniec. W 1910 roku odsłonięto pomnik Fryderyka Wielkiego.
Do II wojny światowej było to miejsce defilad, spotkań publicznych o znaczeniu reprezentacyjnym. Po 1945 roku ranga placu obniżyła się z uwagi na przekształcenie go w węzeł tramwajowy. W 2010 roku plac został rewitalizowany, położono nowe jezdnie i chodniki, zasadzono drzewa i krzewy, powstał także wybieg dla psów.

## Architektura
Plac jest położony około 300 m na południe od bytomskiego Rynku. Oś symetrii i kompozycji placu wyznacza ulica Piastów Bytomskich, biegnąca od Rynku. Plac ma formę prostokąta, jego  wymiary to 75 × 180 m, a powierzchnia wynosi 13 500 m² – jest 4. placem w Bytomiu pod względem powierzchni.
Plac otaczają historyczne mieszczańskie kamienice z przełomu XIX i XX wieku w zwartych pierzejach oraz wolnostojące budynki użyteczności publicznej, z pozytywną dominantą w postaci wieży zegarowej wieńczącej budynek IV Liceum Ogólnokształcącego.

### Najważniejsze obiekty
- zabytkowy budynek szkoły muzycznej z 1869 roku
- budynek Banku Rzeszy z 1893 roku
- zabytkowy gmach Opery Śląskiej z 1901 roku
- pomnik Fryderyka Wielkiego z 1910 roku (nieistniejący)